# Mystrosporiella litseae
Mystrosporiella litseae är en svampart som beskrevs av Munjal & Kulshr. 1969. Mystrosporiella litseae ingår i släktet Mystrosporiella, divisionen sporsäcksvampar och riket svampar.   Inga underarter finns listade i Catalogue of Life.